# Seznam liturgických knih

## Latinský ritus
V římskokatolické církvi se používají nebo historicky používaly následující bohoslužebné knihy.

### Mše
- misál
- sakramentář
- epištolář
- evangeliář
- evangelistář
- lekcionář
- graduál

### Denní modlitba církve
- breviář
- žaltář
- antifonář
- hymnář

### Ostatní obřady
- rituál
- pontifikál

## Byzantský ritus
V řeckokatolické a pravoslavné církvi se používají zejména následující bohoslužebné knihy.
- apoštolář
- archieratikon
- hodinky
- diataxis
- evangeliář
- irmologion
- liturgikon
- minea
- oktoich
- trebník
- triodion - květná
- triodion - postní
- žaltář

K bohoslužebním knihám se řadí i typikon, který obsahuje bohoslužební předpisy a některé další pravidla církevního života. Existují i další knihy jako služebník, euchologion, akatistník, paremijník, kondakár apod.
Někdy se vyskytují i výtahy či kompiláty některých knih (např. sborník či antologion).